# Патриція Шредер
Патриція Нелл Скотт Шредер (30 липня 1940, Портленд, Орегон — 13 березня 2023, Селебрейшен, Флорида) — американська політична діячка, яка представляла Колорадо в Палаті представників Сполучених Штатів від 1973 до 1997 року. Патрісія Шредер була першою жінкою, обраною до палати представників США від Колорадо.

## Життєпис
Народилася в Портленді, штат Орегон. В дитинстві переїхала в Де-Мойн, штат Айова. Після закінчення середньої школи 1958 року покинула Де-Мойн і вступила до Університету Міннесоти. 1961 року отримала ступінь бакалавра, а 1964 року отримала юридичну освіту в Гарвардській школі права. Переїхавши в Денвер, працювала в Національній раді з трудових відносин від 1964 до 1966 року.
1972 року Патрісія Шредер виграла вибори в Конгрес. І наступні 11 виборів вона переобиралася. Працювала в комітеті з військової служби. Також працювала в комітеті з дитинства, юності і родини.
Патрісія Шредер очолювала президентську кампанію з виборів 1988 року Гері Гарта, після його виходу з гонки проводила власну кампанію. 28 вересня 1987 року вона вирішила вийти з президентської гонки. В 1 випуску вечірньої молодіжної програми «Взгляд» ЦТ СРСР було наведено дані соцопитування, згідно з якими проти кандидатури Шредер виступають одружені білі жінки віком від 60 років.
1996 року Шредер вирішила покинути палату представників. Її наступницею стала Діана ДеГетт, соратниця-демократка. На своїй прощальній пресконференції Шредер пожартувала про «проведення 24 років у федеральній установі» і назвала свої мемуари 1998 року «24 роки домашньої роботи… і місце все ще в безладді».
Після 2000 року Шредер і її чоловік переїхали в містечко Селебрейшн, штат Флорида. Активно допомагає кандидатам від демократичної партії.
Патрісія Шредер була внесена в Національну жіночу залу слави 1995 року.
Шредер була призначена президентом і головним виконавчим директором Асоціації американських видавців у 1997 році і пропрацювала на цій посаді 11 років. Вона була активною прихильницею посилення закону про авторське право, підтримуючи уряд у справі "Елдред проти Ешкрофта" і виступаючи проти плану Google оцифровувати книги і розміщувати обмежений контент в Інтернеті.
У липні 2012 року Шредер озвучила дитячий книжковий додаток "Дім, який оголосив страйк", римовану інтерактивну та музичну казку, яка вчить дітей (та батьків) поваги до домашнього вогнища. Шредер була обрана в якості оповідачки через її статус відомої матері-домогосподарки та метафоричну назву її мемуарів.
Патриція Шредер померла 13 березня 2023 року від наслідків інсульту у лікарні в Селебрейшен, штат Флорида, в 82-річному віці.